# Vol. 3... Life and Times of S. Carter
Vol. 3... Life and Times of S. Carter – czwarty album Jaya-Z wydany w 1999 roku nakładem Roc-A-Fella Records i Def Jam Recordings. Płyta sprzedała się w nakładzie 3 milionów, dzięki singlowi Big Pimpin z gościnnym udziałem UGK.

## Lista utworów
1. Hova Song (Intro)
2. So Ghetto
3. Do It Again (Put Ya Hands Up) (feat. Beanie Sigel & Amil)
4. Dope Man (feat. Serena Altschul)
5. Things That U Do (feat. Mariah Carey)
6. It's Hot (Some Like It Hot)
7. Snoopy Track (feat. Juvenile)
8. S. Carter (feat. Amil)
9. Pop 4 Roc (feat. Beanie Sigel, Memphis Bleek & Amil)
10. Hova Interlude
11. Big Pimpin' (feat. UGK)
12. Is That Yo Bitch (feat. Twista & Missy Elliott)
13. Come And Get Me
14. NYMP
15. Hova Song (Outro)